# Bur Telegetujuh
Bur Telegetujuh är ett berg i Indonesien.   Det ligger i provinsen Aceh, i den västra delen av landet, 1 600 km nordväst om huvudstaden Jakarta. Toppen på Bur Telegetujuh är 2 222 meter över havet, eller 127 meter över den omgivande terrängen. Bredden vid basen är 2,0 km.
Terrängen runt Bur Telegetujuh är huvudsakligen kuperad, men österut är den bergig. Bur Telegetujuh ligger uppe på en höjd som går i öst-västlig riktning.Runt Bur Telegetujuh är det mycket glesbefolkat, med 2 invånare per kvadratkilometer. I omgivningarna runt Bur Telegetujuh växer i huvudsak städsegrön lövskog.